# Schachklub Lehrte von 1919
Der Schachklub Lehrte von 1919 e. V. (kurz SK Lehrte oder auch SKL) ist ein Schachverein in Lehrte. Er gehört seit Jahren zu den größten Vereinen Niedersachsens und ist mit 167 Mitgliedern der größte Verein des Bundeslandes (Stand: 4. Dezember 2021). Der SKL ist organisatorisch dem  Schachbezirk Hannover und dem Niedersächsischen Schachverband zugeordnet. Außerdem ist der Verein Mitglied im  Landessportbund Niedersachsen und im Sportring Lehrte.

## Geschichte
Der SKL wurde am 16. Oktober 1919 im Lehrter Ratskeller von den vier Schachfreunden Heinrich Steinmeyer, Erich Höser, Fritz Wügeling und Ferdinand Dobert gegründet. Im April 1921 trat der Klub dem Deutschen Schachbund bei. Da zu dieser Zeit noch kein regulärer Mannschaftsspielbetrieb existierte, wurden in den Folgejahren Vergleichskämpfe gegen andere Vereine aus unter anderem Hannover, Hildesheim und Braunschweig ausgetragen. Im Jahre 1931 richtete der SK Lehrte den Kongress des Nordwestdeutschen Schachbundes mit über 200 Spielern in Lehrte aus.
Während des Zweiten Weltkrieges kam der Spielbetrieb zum Erliegen, aber bereits am 24. September 1946 wurde die Wiederzulassung des Schachklubs Lehrte bei der Britischen Militärkommandantur in Burgdorf beantragt. Zu diesem Zeitpunkt zählte der Klub acht Mitglieder. Der Eintritt in den wieder zugelassenen Niedersächsischen Schachverband am 1. April 1947 markiert den Beginn der neueren Geschichte des SKL. Die Zahl der Mitglieder stieg bereits 1948 auf 41 Personen, 1950 wurden 55 Mitglieder gezählt, bevor sich die Zahl im Laufe des Jahrzehntes zwischen 30 und 40 Personen einpendelte.
1960 stellte sich ein komplett neuer Vorstand bestehend aus vier Mitgliedern zur Wahl, der mit vielen Ideen und Aktivitäten den Spielbetrieb stark belebte. Dazu gehörte auch die Gründung einer sich weitgehend selbst verwaltenden Jugendgruppe.
Bis 1989 wechselte der SK Lehrte alle paar Jahre seine Spielstätte, da es immer wieder Änderungen in den jeweiligen Lokalen oder Schulräumen gab, die einen geordneten Trainings- und Wettkampfbetrieb in der Folge nicht mehr ermöglicht hätten. Ab 1990 wurde auf Initiative des damaligen Vorsitzenden Gerhard Willeke das ehemalige Heim des Technischen Hilfswerks von der Stadt Lehrte als Haus der Vereine zur Verfügung gestellt. Überwiegend in Eigenarbeit bauten Mitglieder des SKL die 1. Etage nach den Bedürfnissen des Klubs aus. Die Möglichkeit, die Räume durchgehend und ohne Verzehrzwang, der bei Spielstätten in Restaurants üblich ist, nutzen zu können, wirkte sich nachhaltig positiv auf die Entwicklung des Vereinslebens und der Mitgliederzahlen aus. So stiegen nach dem Bezug des Hauses der Vereine die Mitgliedszahlen von 64 im Jahr 1989 auf 68 im Jahr 1995 und 74 zur Jahrtausendwende.
Vorläufig letzter Höhepunkt waren die Aktionen und Feierlichkeiten im Rahmen des 100-jährigen Vereinsjubiläums, die sich über das ganze Jahr 2019 hin erstreckten.
Im Zuge der Beschränkungen durch die Covid-19-Pandemie hat der SKL mit einem breiten Angebot an Training und Turnieren für den Zeitraum von geltenden Ausgangs- und Kontaktbeschränkungen auf den Online-Betrieb umgestellt. Dieses wird in eingeschränkter Form auch nach der Wiederzulassung des Präsenzspielbetriebs weitergeführt.

## Jugendschach
Mit der Gründung einer selbstverwalteten Jugendgruppe im Jahr 1960 durch Udo Arlt und Gerhard Willeke gehörte der SKL zu den ersten Schachvereinen Deutschlands, die gezielt die Förderung des Nachwuchses als Potential für die Zukunft des Klubs erkannte. Außer des reinen schachlichen Trainings bildet von Beginn an ein Angebot zur sinnvollen Freizeitgestaltung einen weiteren wichtigen Aspekt der Aktivitäten.
Außerdem nahmen Lehrter Jugendmannschaften von Anfang an an den Ligaspielen teil, damals der Jugendoberliga Niedersachsen. Seit der Saison 2016/17 spielt die 1. Jugendmannschaft durchgehend in der Jugendbundesliga Nord. Neben den allgemeinen Jugendmannschaften werden auch regelmäßig Mannschaften in den Klassen U10 bis U16 für Spielende im Alter von unter zehn respektive 16 Jahren zu Niedersächsischen und Norddeutschen Meisterschaften geschickt. Für seine Aktivitäten im Bereich des Jugendschachs wurde der SK Lehrte bereits mehrfach ausgezeichnet und erhielt in den Jahren 2009, 2014 und 2019 das Qualitätssiegel für Kinder- und Jugendschach vom Deutschen Schachbund.

## Frauenschach
Der SK Lehrte bemüht sich seit Jahrzehnten um die Förderung der Frauen im Schach. Für seine Aktivitäten wurde der Verein bereits mehrfach (2009, 2014 und 2019) vom Deutschen Schachbund mit dem Qualitätssiegel für Mädchen- und Frauenschach ausgezeichnet. Die Quote der weiblichen Mitglieder liegt mit rund 20 % deutlich über der der insgesamt im Deutschen Schachbund registrierten Spielerinnen (zwischen 6 und 8 %).
Schon vor Beginn der organisierten Frauenligen 1991 unternahm der Referent für Frauenschach im Niedersächsischen Schachverband, Udo Arlt, mehrere Anläufe, reine Frauenmannschaftskämpfe zu organisieren. Die 1. Frauenmannschaft schaffte nach der ersten Saison in der Regionalliga den Aufstieg in die 2. Bundesliga und konnte sich zwei Spielzeiten dort halten. 2003 gelang erneut der Aufstieg von der Regionalliga in die 2. Frauenbundesliga, der 2008 mit dem Staffelsieg sogar zum Aufstieg in die 1. Frauenbundesliga führte. Nach der ersten Saison in der neuen Spielklasse entging die Mannschaft nur dank des Rückzugs anderer Teams dem Abstieg, musste dann 2010 aber doch zurück in die 2. Frauenbundesliga. Der nächste Aufstieg in die höchste deutsche Spielklasse gelang 2013, in der sich die Mannschaft seither hält. Auch weibliche U14- und U20-Mannschaften des SKL mit Spielerinnen unter 14 und 20 Jahren haben mehrfach auf niedersächsischer und deutscher Ebene mitgespielt. Die größten Erfolge waren der Gewinn der Deutschen Meisterschaften der U20w (Spielerinnen unter 20 Jahren) in den Jahren 2014 und 2016.

## Mannschaftsspielbetrieb
Der SK Lehrte hat zur Saison 2021/22 neun Mannschaften für den Erwachsenenspielbetrieb gemeldet, dazu fünf Mannschaften bei den Frauen und vier Jugendmannschaften. Die Erwachsenen spielen bis hinauf zur Oberliga, die 1. Frauenmannschaft spielt seit vielen Jahren in der deutschen Frauenbundesliga, die 1. Jugendmannschaft spielt in der Jugendbundesliga Nord.

## Spielstätten
Das Spiellokal des SK Lehrte befindet sich seit dem Jahr 1990 im Haus der Vereine, Marktstraße 23, in Lehrte. Dort finden neben den wöchentlichen Vereinsabenden und dem Treffen der Hobbygruppe an Dienstagabenden auch zahlreiche Trainingsangebote statt.

## Weitere Aktivitäten
Der SKL nimmt aktiv am Lehrter Stadtleben teil. So beteiligt er sich alljährlich bei der Kundgebung zum 1. Mai auf dem Lehrter Rathausplatz mit einem begleitenden Spielangebot für alle Interessierten. Auch bei der Auftaktaktion der FerienCard (früher Ferienpass) im Lehrter Freibad ist der Verein traditionell vertreten und bietet im Rahmen des Programmangebots weitere Turniere an.